# Curd Jürgens
Curd Gustav Andreas Gottlieb Franz Jürgens (München, 13 december 1915 – Wenen, 18 juni 1982), ook bekend als Curt Jurgens, was een in Duitsland geboren Oostenrijks toneel- en filmacteur.

## Biografie

### Jonge jaren
Jürgens werd geboren in München, in de wijk Solln. Zijn vader was een handelaar uit Hamburg en zijn moeder een lerares Frans.
Jürgens begon zijn werkcarrière als journalist, maar op aandringen van zijn vrouw Louise Basler, die zelf actrice was, ging hij zich bezighouden met het acteervak. In het begin van zijn acteercarrière speelde hij vooral mee in toneelstukken in Wenen.
Tijdens de Tweede Wereldoorlog werd Jürgens door de nazi’s als 'politiek onbetrouwbaar' bestempeld, en in 1944 afgevoerd naar een concentratiekamp. Hij overleefde de oorlog en werd nadien genaturaliseerd tot Oostenrijker.

### Carrière

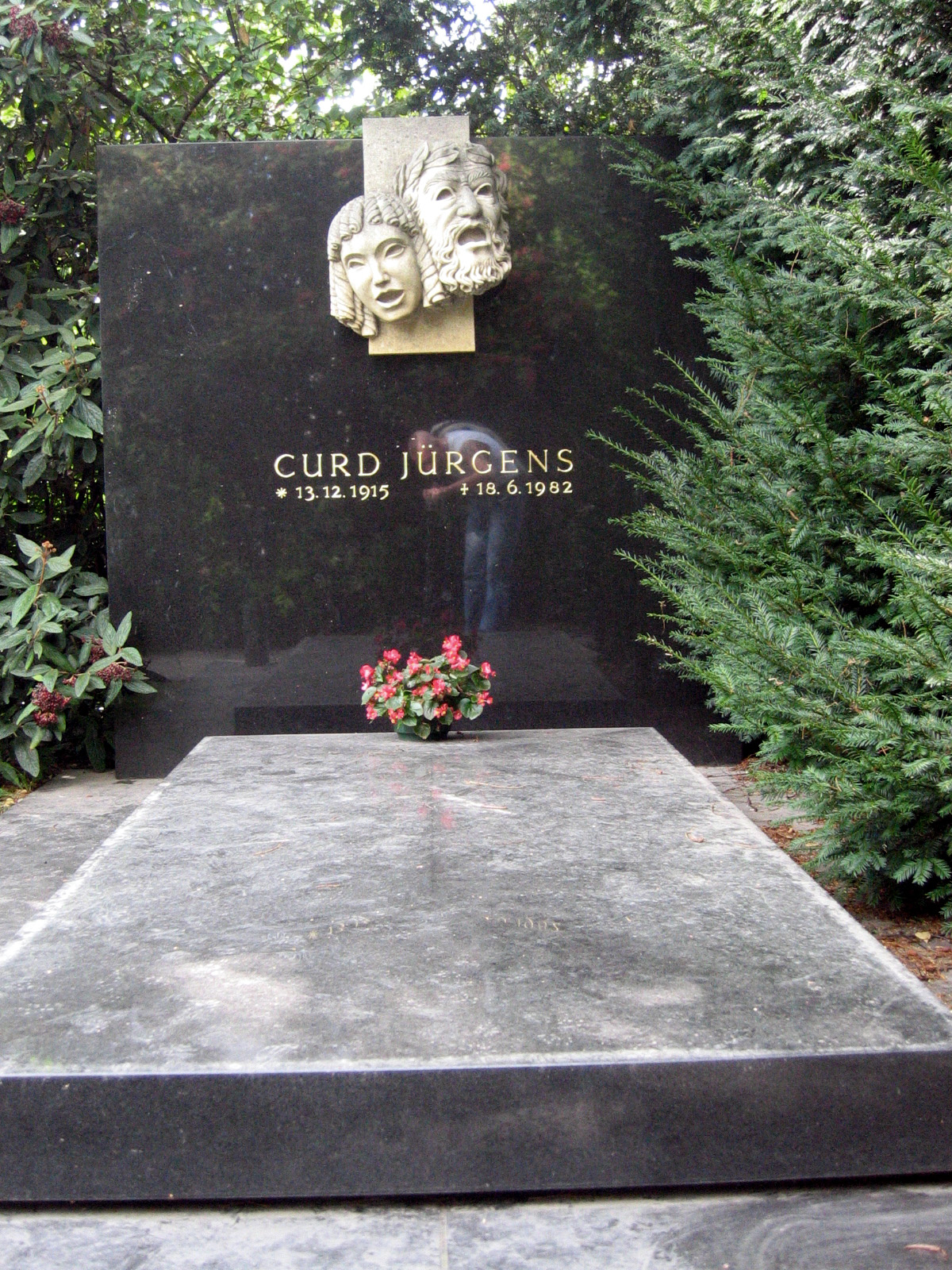
Jürgens' graf

Net als veel meertalige Duitse acteurs, speelde Jürgens na de oorlog mee als soldaat in talloze oorlogsfilms, waaronder The Longest Day. Zijn doorbraak kwam met de film Des Teufels General (1955). In 1956, na zijn rol in de Franse film Et Dieu... créa la femme, kwam hij naar Hollywood. Daar maakte hij in 1957 zijn eerste Hollywoodfilm, The Enemy Below. Jürgens werd nadien een internationale filmster. Hij kreeg zelfs een rol als de schurk in Roger Moores favoriete James Bondfilm; The Spy Who Loved Me.
Zijn laatste film was de Sovjetse spionagethriller Teheran 43 in 1981. Wel was hij in 1982 nog te zien in de Britse televisieserie Smiley's People.
Hoewel hij in meer dan 100 films meespeelde, zag Jürgens zichelf toch meer als een toneelacteur. Zijn laatste toneeloptreden was in 1980 in Mozarts opera Die Entführung aus dem Serail. Hij toerde met deze opera door Japan, samen met de Weense Staatsopera.
Jürgens regisseerde ook een paar keer een film en schreef enkele scenario’s, maar dit ging hem minder goed af dan het acteerwerk.

### Persoonlijk leven
Jürgens had een huis in Frankrijk, maar keerde geregeld terug naar Wenen om daar op te treden. Hij stierf ook in Wenen aan de gevolgen van een hartaanval. Jaren eerder had hij al eens een hartaanval gehad, met een bijna-doodervaring tot gevolg. Hij is begraven aan de Zentralfriedhof in Wenen.
Jürgens viel op door zijn lengte; 1,92 meter.
Jürgens was in zijn leven vijf maal getrouwd. Met:
- Lulu Basler (1937), actrice, van 15 juni 1937 – 8 oktober 1947 (gescheiden).
- Judith Holzmeister (1920-2008), van 16 oktober 1947 – 1955 (gescheiden)
- Eva Bartok (1927-1998), van 13 augustus 1955 – 1957 (gescheiden), kreeg met haar 1 dochter.
- Simone Bicheron (1936), van 14 september 1958 – 1977 (gescheiden).
- Margie Schmitz (1941-2003), van 21 maart 1978 – 18 juni 1982 (tot aan zijn dood).

## Filmografie
- 1935: Königswalzer, Jürgens' eerste film
- 1936: Familienparade
- 1936: Die Unbekannte
- 1937: Liebe kann lügen
- 1937: Zu neuen Ufern
- 1937: Tango Notturno
- 1938: Das Mädchen von gestern Nacht (extra rol)
- 1939: Die gute alte Zeit (korte film)
- 1939: Salonwagen E 417
- 1940: Weltrekord im Seitensprung
- 1940: Herz ohne Heimat
- 1940: Operette
- 1942: Stimme des Herzens
- 1942: Wen die Götter lieben
- 1943: Frauen sind keine Engel
- 1943: Ein glücklicher Mensch
- 1943/1944: Eine kleine Sommermelodie (ongepubliceerd voor het einde van de oorlog)
- 1944: Ein Blick zurück
- 1944: Wiener Mädeln
- 1948: Das singende Haus
- 1948: Hin und her
- 1948: Der Engel mit der Posaune
- 1948: An klingenden Ufern
- 1948: Du darfst mich nicht verlassen
- 1948: Der himmlische Walzer
- 1948: The Mozart Story
- 1948: Verlorenes Rennen
- 1949: Das Kuckucksei
- 1949: Lambert fühlt sich bedroht
- 1949: Hexen
- 1950: Prämien auf den Tod
- 1950: Der Schuß durchs Fenster
- 1950: Gute Nacht, Mary
- 1950: Küssen ist keine Sünd
- 1950: Eine seltene Geliebte
- 1950: Pikanterie
- 1951: Ein Lächeln im Sturm
- 1951: Das Geheimnis einer Ehe
- 1951: Der schweigende Mund
- 1951: Gangsterpremiere (ook regie)
- 1952: Haus des Lebens
- 1952: Knall und Fall als Hochstapler
- 1952: 1. April 2000
- 1952: Du bist die Rose vom Wörthersee
- 1953: Praterherzen
- 1953: Man nennt es Liebe
- 1953: Musik bei Nacht
- 1953: Der letzte Walzer
- 1953: Alles für Papa
- 1954: Meines Vaters Pferde I. Teil Lena und Nicoline
- 1954: Eine Frau von heute
- 1954: Rummelplatz der Liebe
- 1954: Gefangene der Liebe
- 1954: Orientexpress
- 1954: The Confession of Ina Kahr
- 1955: Du bist die Richtige
- 1955: Des Teufels General
- 1955: Liebe ohne Illusion
- 1955: Die Ratten
- 1955: Les Héros sont fatigués
- 1955: Du mein stilles Tal
- 1955: Teufel in Seide
- 1956: Die goldene Brücke
- 1956: Ohne Dich wird es Nacht (ook regie)
- 1956: Et Dieu... créa la femme
- 1956: Michel Strogoff
- 1956: Londra chiama Polo Nord
- 1957: Bitter Victory
- 1957: Œil pour œil
- 1957: Les Espions
- 1957: Tamango
- 1957: The Enemy Below
- 1958: The Inn of the Sixth Happiness
- 1958: Me and the Colonel
- 1958: This Happy Feeling
- 1958: Der Schinderhannes
- 1959: Le vent se lève
- 1959: Katia
- 1959: Wernher von Braun - Ich greife nach den Sternen
- 1959: Ferry to Hong Kong
- 1959: The Blue Angel
- 1960: Schachnovelle
- 1960: Gustav Adolfs Page
- 1960: I Aim at the Stars
- 1961: Bankraub in der Rue Tour
- 1961: Le Triomph de Michel Strogoff
- 1962: Il disordine
- 1962: The Dick Powell Show (televisieserie)
- 1962: The Longest Day
- 1963: Die Dreigroschenoper
- 1963: Miracle of the White Stallions
- 1963: Berlin-Melodie (TV)
- 1963: Of Love and Desire
- 1963: Château en Suède
- 1964: The DuPont Show of the Week (televisieserie, 1 aflevering)
- 1964: Hide and Seek
- 1964: Begegnung in Salzburg
- 1964: Les Parias de la gloire
- 1964: Psyche 59
- 1965: DM-Killer
- 1965: Lord Jim
- 1965: Das Liebeskarussell
- 1966: Spiel um Schmuck (televisieserie, ook regie)
- 1966: Zwei Girls vom Roten Stern
- 1966: Der Kongreß amüsiert sich
- 1966: Wie tötet man eine Dame?
- 1966: Le jardinier d’Argenteuil
- 1966: Der schwarze Freitag (televisie)
- 1966: Target for Killing
- 1967: Dirty Heroes
- 1967: The Man from U.N.C.L.E. - The Karate Killers
- 1967: Der Lügner und die Nonne
- 1967: Dalle Ardenne all’inferno
- 1968: Le Fil rouge; V
- 1968: Pas de roses pour OSS 117
- 1968: Bitka na Neretvi
- 1968: Der Arzt von St. Pauli
- 1968: Babeck (miniserie, 3 delen)
- 1969: Battle of Britain
- 1969: The Assassination Bureau
- 1969: La legione dei dannati
- 1969: Auf der Reeperbahn nachts um halb eins
- 1969: Battle of Neretva
- 1970: Ohrfeigen
- 1970: Das Stundenhotel von St. Pauli
- 1970: The Invincible Six
- 1970: Hello – Goodbye
- 1970: Der Pfarrer von St. Pauli
- 1970: Cannabis
- 1970: Millionen nach Maß
- 1971: The Mephisto Waltz
- 1971: Käpt’n Rauhbein aus St. Pauli
- 1971: Fieras sin jaula
- 1971: Nicholas and Alexandra
- 1971: Kill!
- 1972: À la guerre comme à la guerre
- 1972, 1973: Der Kommissar (televisieserie)
- 1973: The Vault of Horror
- 1973: Profession: Aventuriers
- 1973: 3. November 1973 (televisie)
- 1973: Der Kommissar (televisieserie)
- 1974: The Vault of Horror
- 1974: Fall of Eagles (BBC TV)
- 1974: Soft Beds, Hard Battles
- 1974: Radiografia di una Svastika
- 1974: Galileo
- 1974: Cocktail Don Jaime (televisie)
- 1974: Les flocons rouges (televisie)
- 1974: Fräulein Else (televisie)
- 1975: La lunga strada senza polvere
- 1975: Die gelbe Nachtigall (televisie)
- 1975: Cagliostro
- 1975: Derrick - Madeira (televisieserie)
- 1975: Der zweite Frühling
- 1976: Povero Cristo
- 1976: Auch Mimosen wollen blühen
- 1976: Ab morgen sind wir reich und ehrlich
- 1976: Folies bourgeoises
- 1977: La Foire (televisie)
- 1977: The Spy Who Loved Me
- 1978: Allarme nucleare
- 1978: Tatort - Rot-rot-rot
- 1978: Schöner Gigolo, armer Gigolo
- 1979: Berggasse 19 (televisie)
- 1979: Steiner – Das Eiserne Kreuz II
- 1979: Goldengirl
- 1979: La Gueule de l’autre
- 1980: Warum die UFOs unseren Salat klauen
- 1980: The Sleep of Death
- 1981: Teheran 43
- 1981: Collin (televisie)
- 1982: Smiley's People (BBC TV)

### Als stemacteur
- 1950: George Sanders als Mike Alexander in Der schwarze Jack
- 1951: Richard Basehart als Lt. Rennick in Entscheidung vor Morgengrauen

### Als regisseur
- 1950: Prämien auf den Tod
- 1951: Gangsterpremiere
- 1956: Ohne Dich wird es Nacht
- 1961: Bankraub in der Rue Latour

### Hoorspelen
- 1946: Manfred Hausmann: Lilofee (regie: Helmut Brennicke; Radio München)